# Rocío Jurado

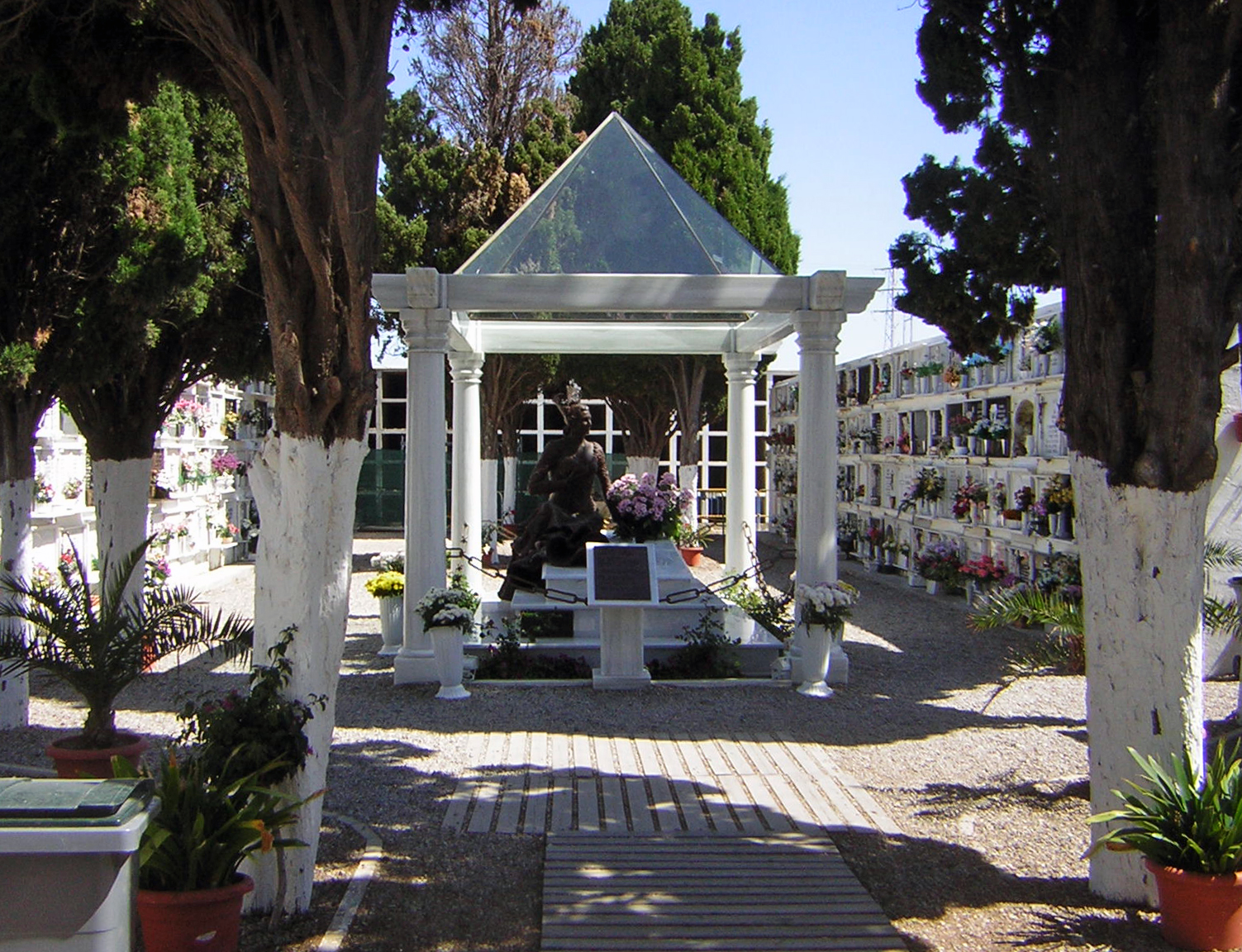
Mauzoleum Rocío Jurado w Chipionie

María del Rocío Mohedano Jurado (ur. 18 września 1943 w Chipionie, zm. 1 czerwca 2006) – hiszpańska śpiewaczka i aktorka, znana jako "La más grande". Urodziła się w Chipionie, w Hiszpanii. Była dwukrotnie zamężna. Jej pierwszym mężem był bokser Pedro Carrasco, z którym miała córkę, Rocío Carrasco. Po rozwodzie, ponownie wyszła za mąż, za José Ortega Cano, zaadoptowali dwoje dzieci: Glorię Camilę i José Fernando.

## Dyskografia[9]
| - Rocío Jurado: flamenco (2008) - Rocío... siempre (2006) - Yerbabuena & nopal (2003) - La más grande (2001) - Viva el amor (2000) - Con mis cinco sentidos (1998) - Palabra de honor (1994) - La Lola se va a los puertos (1993) - Como las alas al viento (1993) - Sevilla (1991) | - Nueva Navidad (1990) - Rocío de luna blanca (1990) - Punto de partida (1989) - Canciones de España (1988) - ¿Dónde estás, amor? (1987) - Paloma brava (1985) - Desde dentro (1983) - Y sin embargo te quiero (1983) - Como una ola (1982) - Canciones de España (1981) | - Señora (1979) - Canta a México (1979) - De ahora en adelante (1978) - Rocío (1975) - Soy de España (1975) - Amor marinero (1974) - Rocío Jurado (1971) - Rocío Jurado (1968) - Proceso a una estrella (1967) |

## Filmografia[7]

### Filmy
- Los Guerrilleros (1963)
- En Andalucía nació el amor (1966)
- Sevillanas (1992)
- Homenaje a Lola Flores (1994)
- Querida Lola (2005, archiwalny)

### Seriale
- Corazón de... (1997)
- De tú a tú (1990-1993)